# Kleiderlaus
Die Kleiderlaus (Pediculus humanus humanus), auch Körperlaus (Pediculus humanus corporis) genannt, ist ein auf den Menschen spezialisierter blutsaugender Ektoparasit (Pedikulose) und oft Überträger von Krankheitserregern.

## Merkmale
Die Kleiderlaus ist etwa 4 mm groß und weißlich bis braun gefärbt. Das Weibchen kann bis zu 40 Tage alt werden, wobei es pro Tag etwa zehn Eier legt. Die Entwicklung bis zum erwachsenen Tier dauert im günstigsten Fall zwei Wochen.

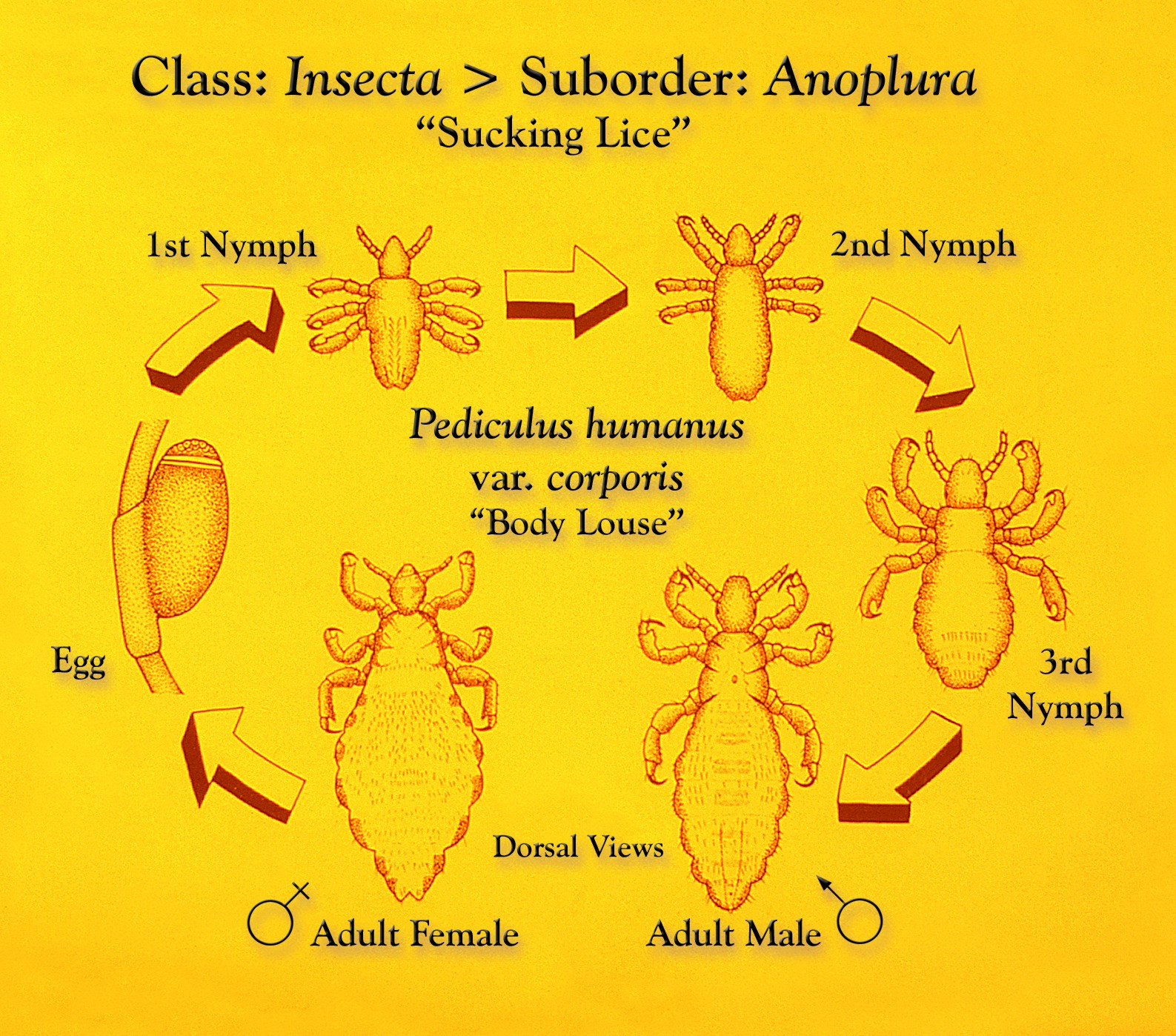
Entwicklung der Kleiderlaus

Kleiderläuse sind besonders gut an den Menschen angepasst und können das Blut anderer Säugetiere nicht vertragen. Völlig keimfrei könnte die Laus nicht überleben, da sie nicht in der Lage ist, das für sie lebenswichtige Vitamin B5 selbst herzustellen, welches  der Kleiderlaus (wie auch der Kopflaus) von dem Bakterium Candidatus Riesia (Enterobacteriaceae) geliefert wird, symbiontisch in der Kleiderlaus lebend. Andererseits sind Kleiderläuse sehr zäh und können bei 25 °C bis zu vier Tage ohne Futter überleben.
Wie bei anderen hemimetabolen Insekten gibt es keine vollkommene Metamorphose, vielmehr entsprechen die Nymphen der Kleiderlaus weitgehend den erwachsenen Tieren.
Das in sechs Chromosomen enthaltene Genom der Kleiderlaus wurde 2010 von einem multinationalen Team sequenziert. Dabei sind insgesamt 10.773 Gene festgestellt worden, womit die Kleiderlaus das bislang kleinste bekannte Insektengenom besitzt. Nach Ansicht der Forscher spiegle diese Genomgröße den begrenzten Lebensraum und die einfache Ernährung des Parasiten wider. Bei der Genomerforschung wurden nur wenige Gene identifiziert, die für Lichtempfindlichkeit sorgen, weshalb die Sehfähigkeit der Kleiderlaus stark eingeschränkt ist. Außerdem besitzt sie nicht viele Gene zur Geruchswahrnehmung und hat zudem in der Insektenwelt die kleinste Zahl an entgiftenden Enzymen, mit denen die Nahrung unschädlich gemacht werden kann.

## Parasit
Die Kleiderlaus ist ein Ektoparasit ausschließlich des Menschen und wohnt bevorzugt in der Körperbehaarung, sowohl auf dem Kopf als auch der gesamten sonstigen Körperbehaarung, und schließlich in der Bekleidung. Im Unterschied zur Kopf- und Filzlaus jucken die bewohnten Haarstellen nicht. Von dort aus begibt sie sich aber auf Wanderschaft zu angrenzenden freien Hautpartien, so dass sie ähnlich wie ein Floh in Arme und Beine sticht. Die auf dem Kopfhaar sitzenden Kleiderläuse befallen die Ohrmuscheln, aber auch Stirn, Nacken und Wangen.  Sie ist gut an Menschen angepasst und fühlt sich am wohlsten bei menschlicher Körpertemperatur. Die Stiche der Laus lösen eine meist kleine, juckende Schwellung aus. Übertragen wird die Laus durch Körperkontakt, gemeinsam benutzte Bettwäsche oder Bekleidung.

## Koevolution
Vermutlich ist die Körperlaus aus der Kopflaus hervorgegangen – ihr vorgeschichtliches Auftreten markiert in etwa den Zeitpunkt, ab dem Menschen regelmäßig Kleidung trugen (Koevolution). Genanalysen deuteten auf einen Entstehungszeitraum vor etwa 72.000 ± 42.000 Jahren und als Entstehungsort auf Afrika hin. Vorfahren des Menschen waren schon vor etwa 5,5 Millionen Jahren von den Vorfahren der Kopf- und Kleiderlaus befallen, dem Zeitpunkt, als sich die Entwicklungslinien von Schimpansen und Menschen trennten.

## Taxonomie
Die Kleiderlaus wird meist als eine Unterart der Menschenlaus (Pediculus humanus), einer Art der Tierläuse, aufgefasst. Als eine weitere Unterart der Menschenlaus gilt die Kopflaus (Pediculus humanus capitis). Es ist jedoch nicht abschließend geklärt, ob es sich tatsächlich um zwei Unterarten handelt oder ob Kleiderlaus und Kopflaus zwei verschiedene Arten darstellen. Eine ältere Bezeichnung der Kleiderlaus war Pediculus vestimentorum.

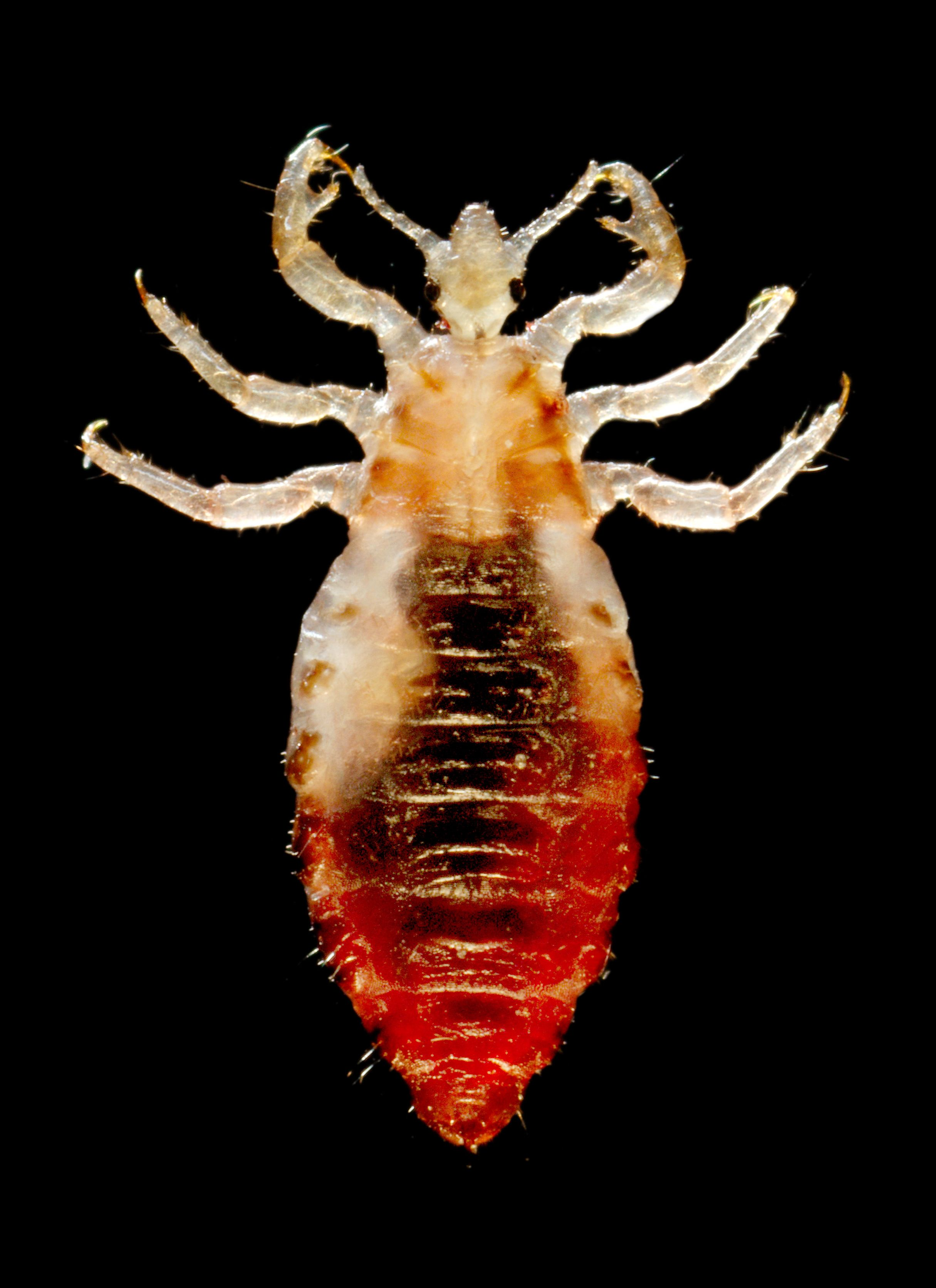
Kleiderlaus

## Krankheitsübertragung
Unter schlechten hygienischen Bedingungen kann die Kleiderlaus an jedem Ort, besonders aber in den Tropen, sowohl das Fleckfieber (Flecktyphus, wie Howard Taylor Ricketts 1910 erkannt hatte; Erreger: Bakterium Rickettsia prowazekii) wie auch das Läuserückfallfieber (Erreger: verschiedene Borrelien, unter anderem Borrelia recurrentis), Tularämie (Erreger: Bakterium Francisella tularensis) und das Wolhynische Fieber (Bartonella quintana) auf den Menschen übertragen. Die Übertragung erfolgt nicht durch den Stich selbst, sondern durch Kontaktinfektion beziehungsweise Schmierinfektion mit den Exkrementen der Laus oder durch zerdrückte Tiere, besonders wenn sie in die Bisswunde oder andere Hautwunden gelangen.
In früheren Zeiten kam es zu regelrechten Epidemien dieser Krankheiten, vor allem in Gegenden mit mangelnder Hygiene und starkem Läusebefall, heute sind sie vor allem in den kühleren Gebieten Afrikas, Südamerikas und Asiens verbreitet. Kennzeichnend für diese Krankheiten sind vor allem starke Fieberschübe.
Eine Gruppe von Forschern an der Universität Marseille um Didier Raoult vertritt die Ansicht, dass bei Wirtswechsel auch die Kleiderlaus neben der Kopflaus und dem Menschenfloh (Pulex irritans) als Überträger der Pest in Frage kommt, da alle diese genannten Parasiten Pestbakterien aufnehmen können.
Ein Kleiderlausbefall muss in Deutschland nach dem Infektionsschutzgesetz beim Gesundheitsamt gemeldet werden.

## Kleiderlausbekämpfung
Behandelt werden sämtliche Haarpartien mit physikalisch wirkenden Substanzen aus der Apotheke. Parallel werden sämtliche Kleidungsstücke bei mindestens 60° Celsius gewaschen. Vertragen manche Kleidungsstücke keine hohe Temperatur, so kann man die Läuse nur aushungern, indem man diese Stücke für mindestens 14 Tage in einem Beutel sammelt. Parallel dazu muss man die Räume gründlich reinigen und abschließend am besten mit einem Ungeziefer-Fogger aus der Zoohandlung behandeln. Öffentliche Verkehrsmittel sind der Hauptübertragungsort. Dort sollte man nicht nur Körperkontakt meiden, sondern in Zügen und Reisebussen den Kopf möglichst von den Kopfstützen fernhalten. Dazu nutzt man am besten ein Nackenkissen. Selbstverständlich ist auf allgemeine Hygiene zu achten. Das bedeutet allgemeine Körperpflege und ein regelmäßiges Wechseln und Säubern der Kleidung, da mit dieser die Kleiderlaus auch übertragen wird.
Das Bakterium Candidatus Riesia ist in seiner Funktion für die Kleiderlaus ein lebenswichtiger Endosymbiont, eröffnet aber damit zugleich auch einen Ansatzpunkt für eine mögliche antibakterielle Abwehr gegen Kleiderläuse. Da das Genom dieses Bakteriums nach bisherigen Erkenntnissen keine Resistenzgene enthält, könnte es deshalb durch Antibiotika abgetötet werden, was den späteren Tod der Kleiderlaus zur Folge hätte.

## Bedeutung für die Forschung
Die Überschaubarkeit des Kleiderlausgenoms und die Tatsache, dass dieses Tier eine extrem kleine Zahl an nahrungsentgiftenden Enzymen besitzt, macht sie zum idealen Testorganismus für die wissenschaftliche Erforschung der Resistenz von Insekten gegen Insektizide.